# Novoszjolovo (Krasznojarszki határterület)
Novoszjolovo (oroszul: Новоселово) falu Oroszország ázsiai részén, a Krasznojarszki határterületen, a Novoszjolovói járás székhelye.
Népessége: 5980 fő (a 2010. évi népszámláláskor).

## Elhelyezkedése
Krasznojarszktól 222 km-re délnyugatra, a Krasznojarszki-víztározó bal (nyugati) partján helyezkedik el. Közelében vezet a „Jenyiszej” nevű R257-es főút (oroszul: ). A legközelebbi vasútállomás 95 km-re, Uzsurban van, az Acsinszk–Abakan vasútvonalon. A hajózási idényben a víztározón kompjárat közlekedik, mely összeköti Novoszjolovót a Minuszinszkba vezető jobb parti közúttal.

## Története
A település a 18. század első harmadában keletkezhetett, temploma 1744-ben épült. A faluban számos hajóvontató lakott, akik az Obon és a Csulimon szállították (úsztatták, illetve vontatták) a bányászott rézércet délre, Barnaulba. A 19. század végén, a gőzhajózás megindulásával Novoszjolovóban kikötő létesült. 
1924-ben lett járási székhely. Eredeti helyéről 1962-ben, a víztározó építésekor költöztették mai helyére. 
A járás gazdasága a mezőgazdaságon alapul, itt van a Krasznojarszki határterület egyik legnagyobb gabonatermő vidéke.